# Raión de Putyla
Raión de Putyla (en ucraniano: Путильський район) es un antiguo raión o distrito de Ucrania en el óblast de Chernivtsi. 
Comprende una superficie de 884 km².
La capital fue la ciudad de Putyla.

## Demografía
Según estimación 2010 contaba con una población total de 25300 habitantes.

## Otros datos
El código KOATUU era 7323500000. El código postal 59100 y el prefijo telefónico +380 3738.